# ヤンキー・スタジアム (1923年)

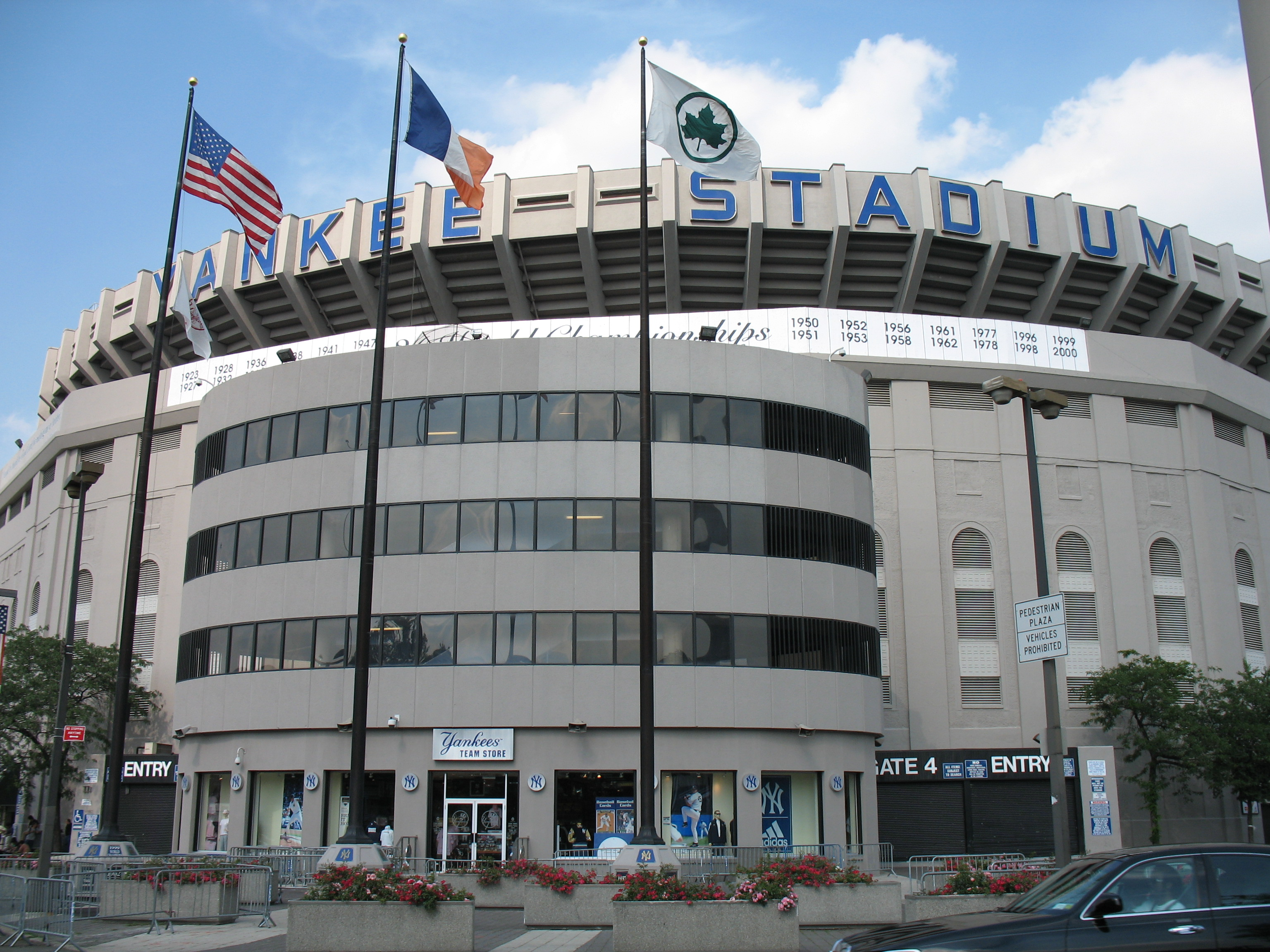
球場正面

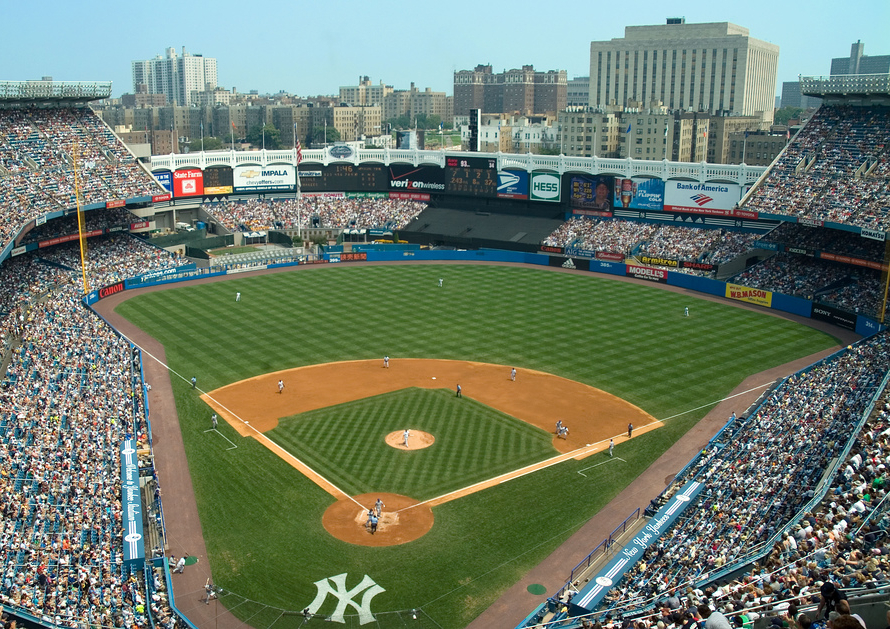
スタジアム内部

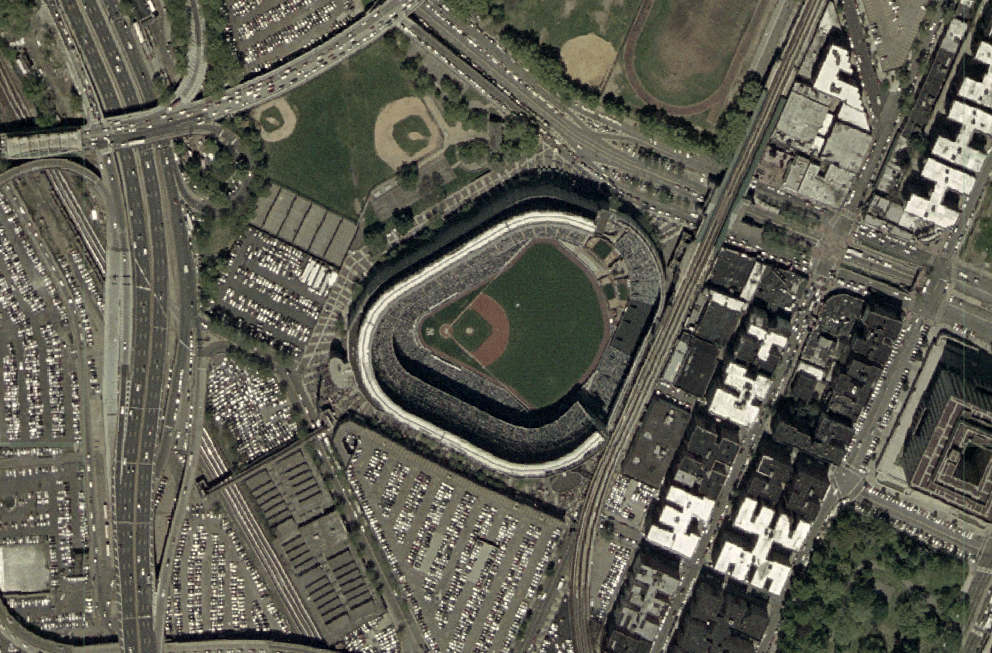
衛星写真

ヤンキー・スタジアム（Yankee Stadium）は、アメリカ合衆国・ニューヨーク州ニューヨーク・ブロンクス区にあった野球場。MLBニューヨーク・ヤンキースが本拠地としていた。現在のヤンキー・スタジアムと区別をつける為、当球場を指して「旧ヤンキー・スタジアム（Original Yankee Stadium）」と呼ばれる事もある。

## 球場の歴史
ヤンキースは1913年からポロ・グラウンズをニューヨーク・ジャイアンツ（現・サンフランシスコ・ジャイアンツ）と共用していた。しかし1920年、ベーブ・ルースがレッドソックスからヤンキースに移籍、54本塁打をマークする大活躍で一気にスター選手になり「ルース効果」でヤンキースの年間観客動員が大リーグ史上初めて100万人を突破した。これに気分を害したジャイアンツのジョン・マグロー監督は「1921年以降はポロ・グラウンズを使うな」とヤンキースに通告した。
そこでヤンキースは新球場の建設を決めた。最初はマンハッタンへの建設が検討されたがルース効果で儲かっていたヤンキースでさえ手が出せないほどマンハッタンの地価・花崗岩掘削費が高かったため、これは断念せざるを得なかった。他の地区を調査したヤンキースは1921年2月6日、ハーレム川を挟んでマンハッタンの反対側に位置するブロンクス区の材木置き場を10エーカー購入した。そこはポロ・グラウンズからは1マイルも離れていない場所だった。新球場は、僅か230日で建設され1923年4月18日、ボストン・レッドソックス戦で開場。74,217人の観衆が集まり、さらに20,000人ほどが球場に入りきれなかったという。
こういった建設の経緯から、ヤンキー・スタジアムは「ルースが建てた家（The house that Ruth built ）」との異名をもつ（開場翌日の19日に「ニューヨーク・イブニングテレグラム」のスポーツライターフレッド・リーブが呼んだとされる）。しかし、開場時は左中間が異常に深く（「デスヴァレー」（Death Valley）=「死の谷」と呼ばれた）、逆にライトポールまでの距離が短かったため「（左の強打者である）ルースのために建てられた家」だという声も存在する。また、この球場で初の本塁打を放ったのもルースで、「ここで初めてホームランを打ったのは僕だけど最後に打つのは神様しか知らない」と発言した。ちなみにヤンキー・スタジアム 最後の本塁打を打ったのはホセ・モリーナである。
ヤンキースの本拠地として、ヤンキー・スタジアムは数々の歴史的場面の舞台となった（後述）。客席が増設され一時は82,000人収容になったり1946年には照明灯が導入されるなど、改修もたびたび行われた。また野球以外にも使用され、1956年から1973年にかけてはNFLニューヨーク・ジャイアンツの本拠地として使用された。さらにプロボクシングのビッグマッチも行われた。
ちょうど開場50周年となった1973年のシーズン終了後、ヤンキー・スタジアムは老朽化のためいったん取り壊された。翌2年間新ヤンキー・スタジアム建設工事が行われ、その間ヤンキースはメッツの本拠地シェイ・スタジアムを間借りした。新球場は1976年4月15日に開場。その姿は、重厚な外観やフィールドの形状などの旧球場の特徴を残していた。「ルースが建てた家」を捩り「スタインブレナーが建て直した家（The House Steinbrenner Rebuilt ）」とも呼ばれた新球場で、ヤンキースは1976年からアメリカンリーグを3連覇。1977・1978年にはワールドシリーズも制した。
1980年代に入るとヤンキースは長い低迷期に入った。当時の球場周辺の治安は悪化の一途を辿り、当時ほどではないが現在でもブロンクス区は治安の悪い地域である。
1996年にヤンキースは15年ぶりのリーグ優勝・18年ぶりの世界一と復活を果たした。1976年以降は20,000人台だった1試合平均の観客動員が、世界一の翌年の1997年からは30,000人を下回らなくなった。2003年以降は観客動員が全30球団中1位となりながらなお伸び続け、球場移転へと至っている。
2009年には新ヤンキー・スタジアムが完成し、それにともない従来のヤンキー・スタジアムは2008年のシーズンをもって閉鎖されることとなった。旧球場最終年となる2008年にはMLBオールスターゲームが7月15日に開催された。試合は旧球場との別れを惜しむかのように延長15回まで長引き、オールスターゲーム史上最長の4時間50分にわたって熱戦が繰り広げられた。最後の試合は同年9月21日に開催された。そのあと、11月23日まで球場内を公開するツアーが行われた。ただし、モニュメント・パーク（後述）の部分の公開は11月9日で終わり、11月12日から新球場への移設工事が行われた。
2009年3月から解体撤去工事が開始された。跡地にはヘリテージフィールドという10エーカーの公園が整備されている。

## フィールドの特徴

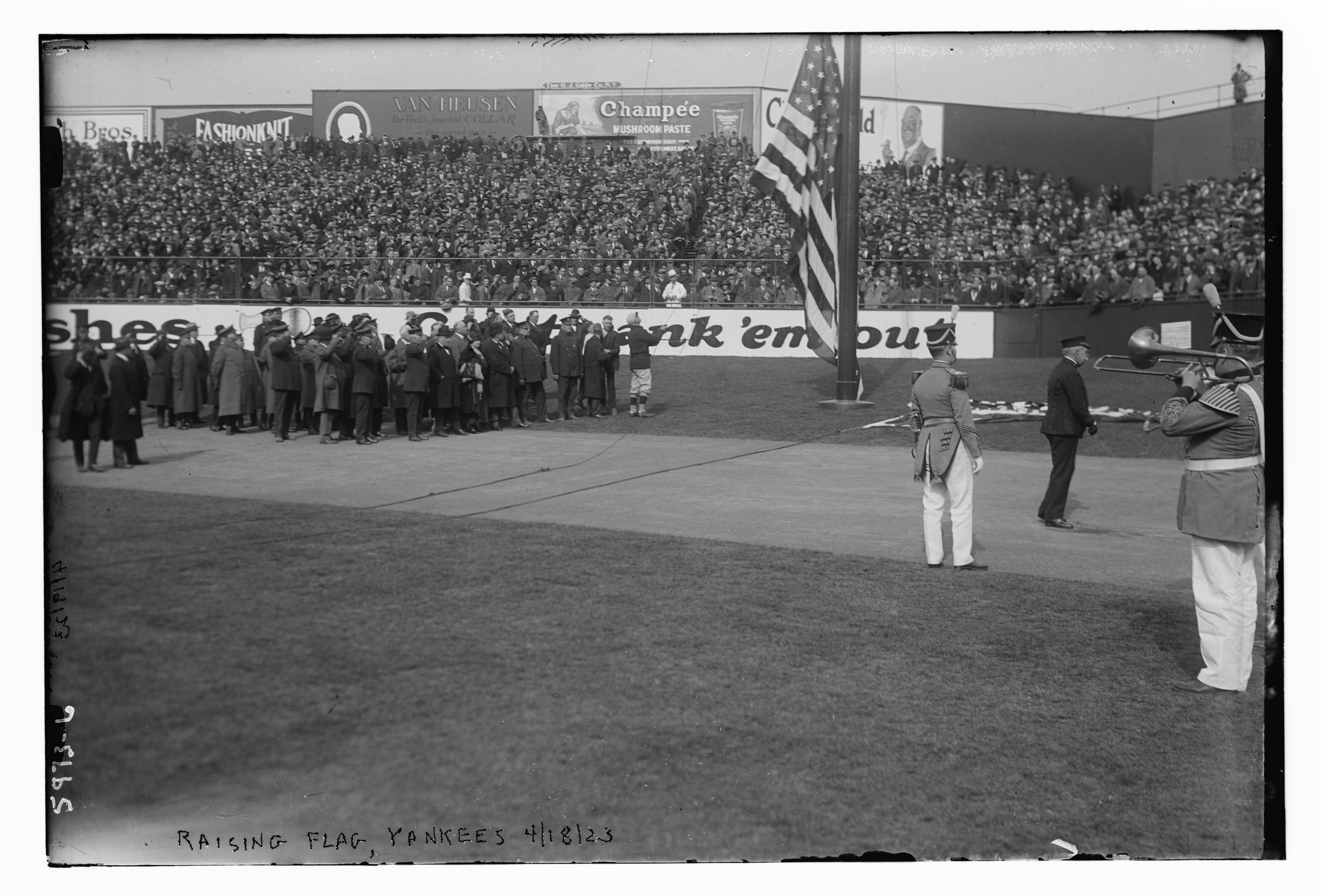
1923年のオープニングデーの国旗掲揚

ヤンキー・スタジアムは伝統的に「左打者有利・右打者不利」といわれてきた。これは開場時、左中間が500フィート（約152.4メートル）もあった一方、右中間はスタンド裏にニューヨーク市地下鉄の高架線がある関係で429フィート（約130.8メートル）しかなく294.75フィート（約89.8メートル）の右翼ポール際にかけての狭いエリアでホームランの出ることが多かったためである。この形状からヤンキースは歴史上、ベーブ・ルース、ルー・ゲーリッグ、ミッキー・マントル（両打ち）、ロジャー・マリス、レジー・ジャクソン、ドン・マッティングリー、ティノ・マルティネス、ジェイソン・ジアンビ、松井秀喜など左打ちのパワーヒッターを数多く獲得してきた。
しかしフィールドの広さは年々変更されていき、閉鎖時には左右両翼共に開場当時よりずいぶん狭くなっていた。特に1976年の改築でフィールド面積は大幅に縮小された。左中間は現在でも399フィート（約121.6メートル）と大リーグ屈指の広さを誇るが、1988年のモニュメント・パーク設置により、センターよりも左中間が深いという特徴的な形状は解消され、常識的な範囲内での変形球場となっていた。
内野の芝は長めにカットされていた。このため打球の勢いが死にやすいので、内野手には強肩が要求された。ファウルグラウンドは狭く、邪飛によるアウトが少なくなるので打者に有利に働いた。
外野の広さの変遷
| 年度 | 左翼   | 左中間 | 中堅 | 右中間 | 右翼   |
| ---- | ------ | ------ | ---- | ------ | ------ |
| 1923 | 280.58 | 500    | 487  | 429    | 294.75 |
| 1924 | 280.58 | 490    | 487  | 429    | 294.75 |
| 1928 | 301    | 490    | 487  | 429    | 294.75 |
| 1930 | 301    | 490    | 487  | 429    | 295    |
| 1937 | 301    | 457    | 461  | 407    | 295    |
| 1939 | 301    | 457    | 461  | 407    | 296    |
| 1967 | 301    | 457    | 463  | 407    | 296    |
| 1976 | 312    | 436    | 417  | 385    | 310    |
| 1985 | 312    | 436    | 410  | 385    | 310    |
| 1988 | 318    | 399    | 408  | 385    | 314    |

※単位はフィート、1フィート≒30.48センチ

## 記録
ヤンキースタジアムで最も本塁打を打ったのはミッキー・マントルの266本、次いでベーブ・ルースが259本、ルー・ゲーリックの251本である
ヤンキースのヤンキースタジアム史上観客最少記録は1966年9月22日の対シカゴ・ホワイトソックス戦の413人で、1対4でヤンキースが敗れている
現職のアメリカ大統領がヤンキースタジアムで始球式を行ったのは2度で、最初は1956年のドワイト・D・アイゼンハワーで、2度目は2001年10月30日に行われた、アリゾナ・ダイヤモンドバックスとのワールドシリーズでジョージ・W・ブッシュ。

## 野球以外
ヤンキースタジアムはニューヨーク・ヤンキースの試合以外でも多くの歴史的舞台となっている。
プロボクシングでは合計30回の世界タイトルマッチが行われており、最初に行われたのは1923年7月24日のライト級のベニー・レナード対ルー・テンドラーの一戦で、レナードが勝利している。最後に行われたのは1976年9月28日のヘビー級のモハメド・アリ対ケン・ノートン戦だった。1952年6月25日のヘビー級のシュガー・レイ・ロビンソンがジョーイ・マキシムに生涯唯一のKO負けを喫しているが、この試合は40度の猛暑の中で行われ、10ラウンド終了時にはレフリーが交代するというタイトルマッチ史上初の珍事が起きている。
1950年8月2日、エホバの証人の集会が開かれ、この時の入場者数12万3707人は球場史上最多記録となった。
1965年10月4日、ローマ教皇パウロ6世が9万人の信徒を前に同球場で初の教皇によるミサを行っており、1979年10月2日にはヨハネ・パウロ2世が8万人の信徒を前に球場史上2度目の教皇によるミサを行った。
1990年6月21日、この年釈放されたばかりの後の南アフリカのネルソン・マンデラ大統領が支持者を8万人集めて演説を行い、アパルトヘイト撤廃を訴えた。

## モニュメント・パーク

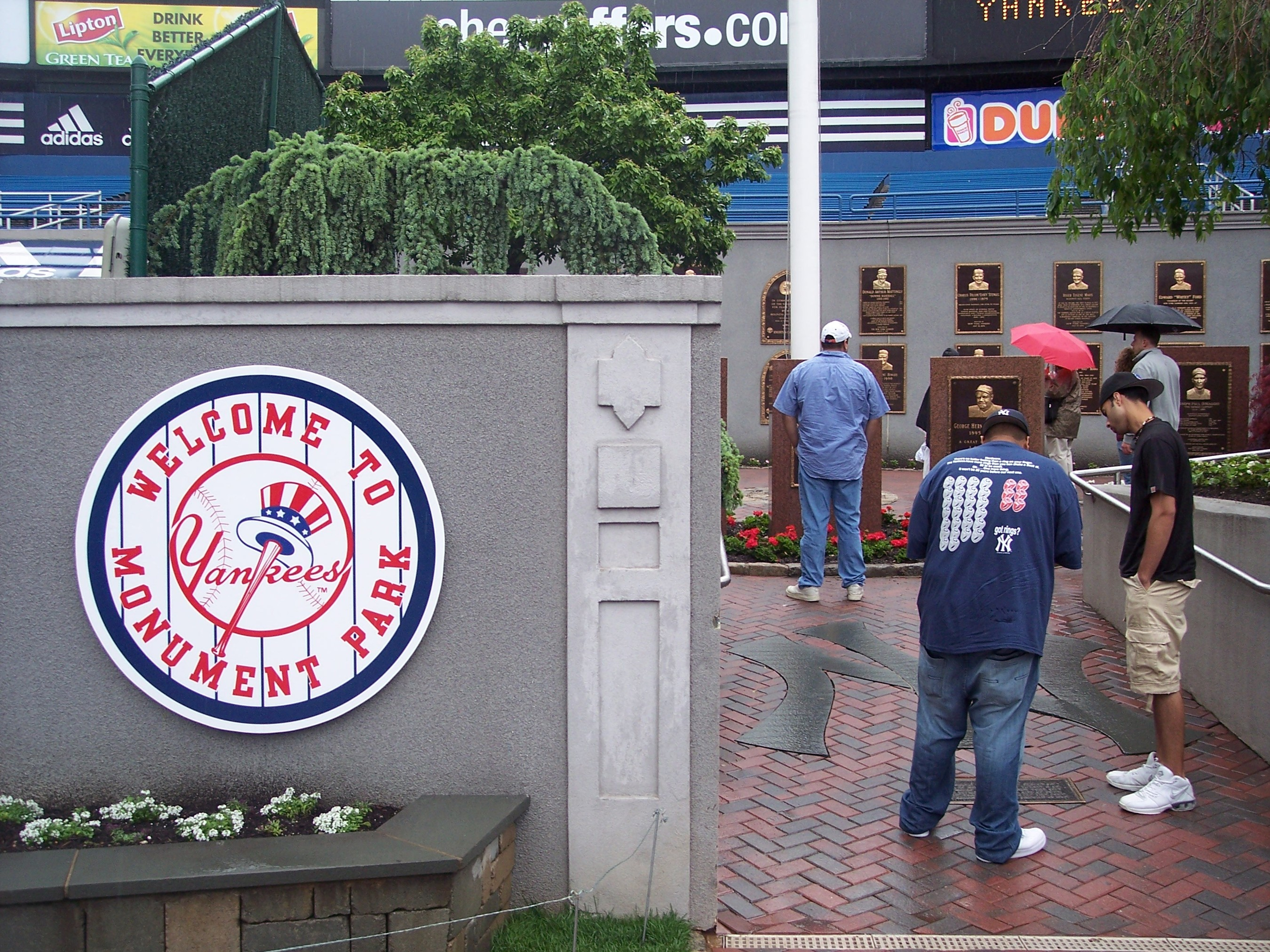
モニュメント・パーク

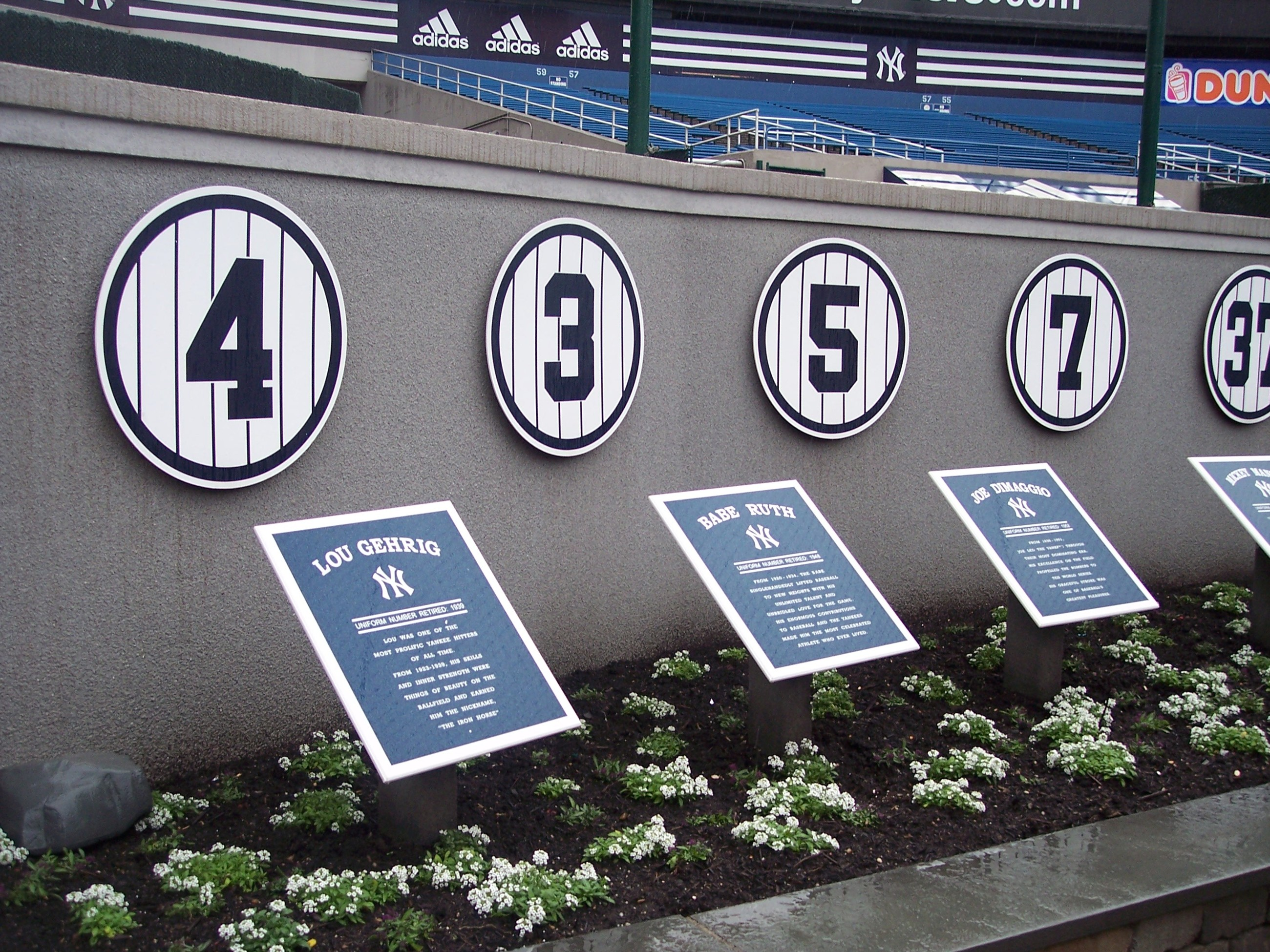
永久欠番プレートが並ぶ通路

左中間フェンス後方にはモニュメント・パーク（Monument Park）というコーナーが設置されていた。ここにはヤンキース歴代の名選手らを称えた記念碑を中心に、様々なものが飾られていた。
三塁側入場口の近くにモニュメント・パークへ続く通路があった。壁にヤンキースの永久欠番のプレートが並べられた通路の先にヤンキースのロゴとその周りに“WELCOME TO MONUMENT PARK”と書かれたマークがあり、その先に記念碑やレリーフが飾られていた。
中に入るとまず真ん中に3つ、その両脇に1つずつ記念碑があった。真ん中のものは左からルー・ゲーリッグ、ミラー・ハギンス、そしてベーブ・ルースであった。1920年代のヤンキース「第1期黄金時代」を監督として築いたハギンスと、それぞれ3番・4番としてチームを引っ張ったルースとゲーリッグが並んで称えられていた。またこの3つの両脇にある記念碑は、前述の3人の後の時代に活躍したジョー・ディマジオとミッキー・マントルであった。
ブルペンに近いことからロジャー・クレメンスはヤンキース在籍時代、登板前には必ずベーブ・ルースの記念碑の顔の部分を触っていた。

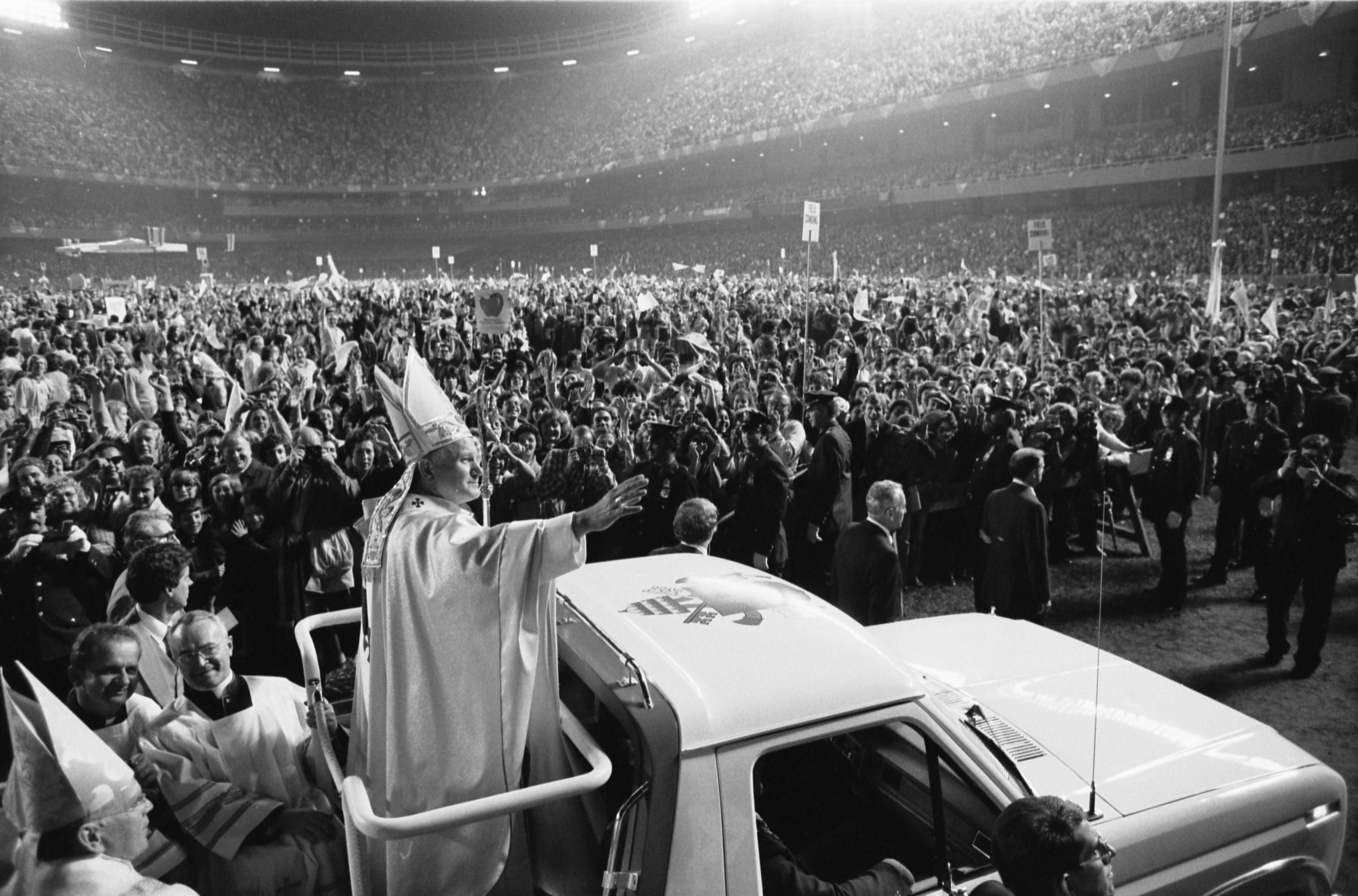
ヨハネ・パウロ2世のミサ

その奥の壁にはホワイティー・フォードやレジー・ジャクソン、ヨギ・ベラ、ケーシー・ステンゲルなど過去の名選手・監督の栄誉を称えたものやかつてヤンキー・スタジアムでローマ教皇によるミサが2回（1965年10月4日・パウロ6世、1979年10月2日・ヨハネ・パウロ2世）行われたことを記念するものなど、多くの銘板が掛けられている。2002年9月11日には、アメリカ同時多発テロ事件発生から1年ということで、新たに慰霊碑が設けられた。
モニュメント・パークへ入ることができるのは試合開始45分前までと決められていた。ただ、それよりも早く閉められることも時々あった。
現在、モニュメント・パークは2009年に完成した新球場に移された。

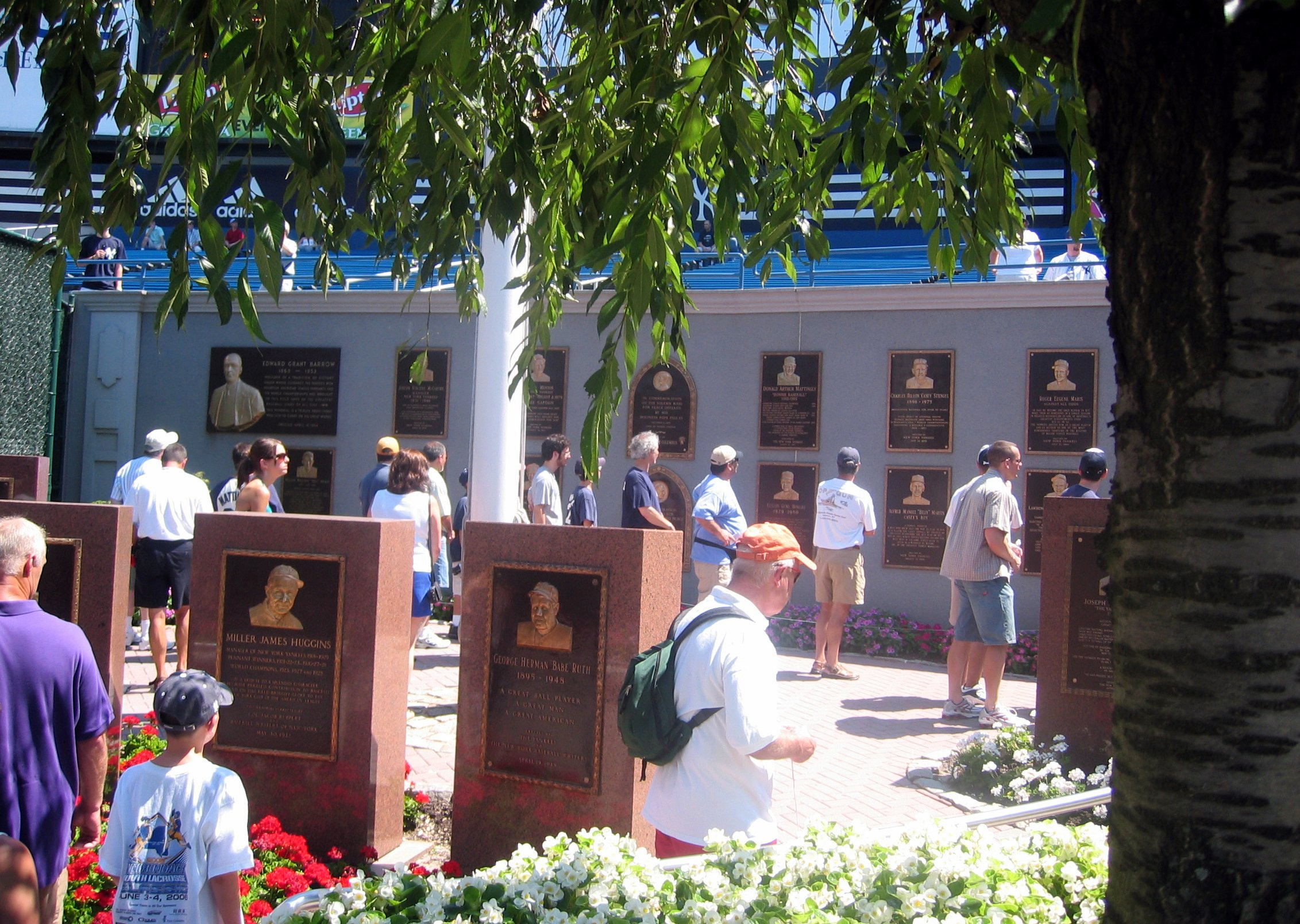
モニュメント・パーク
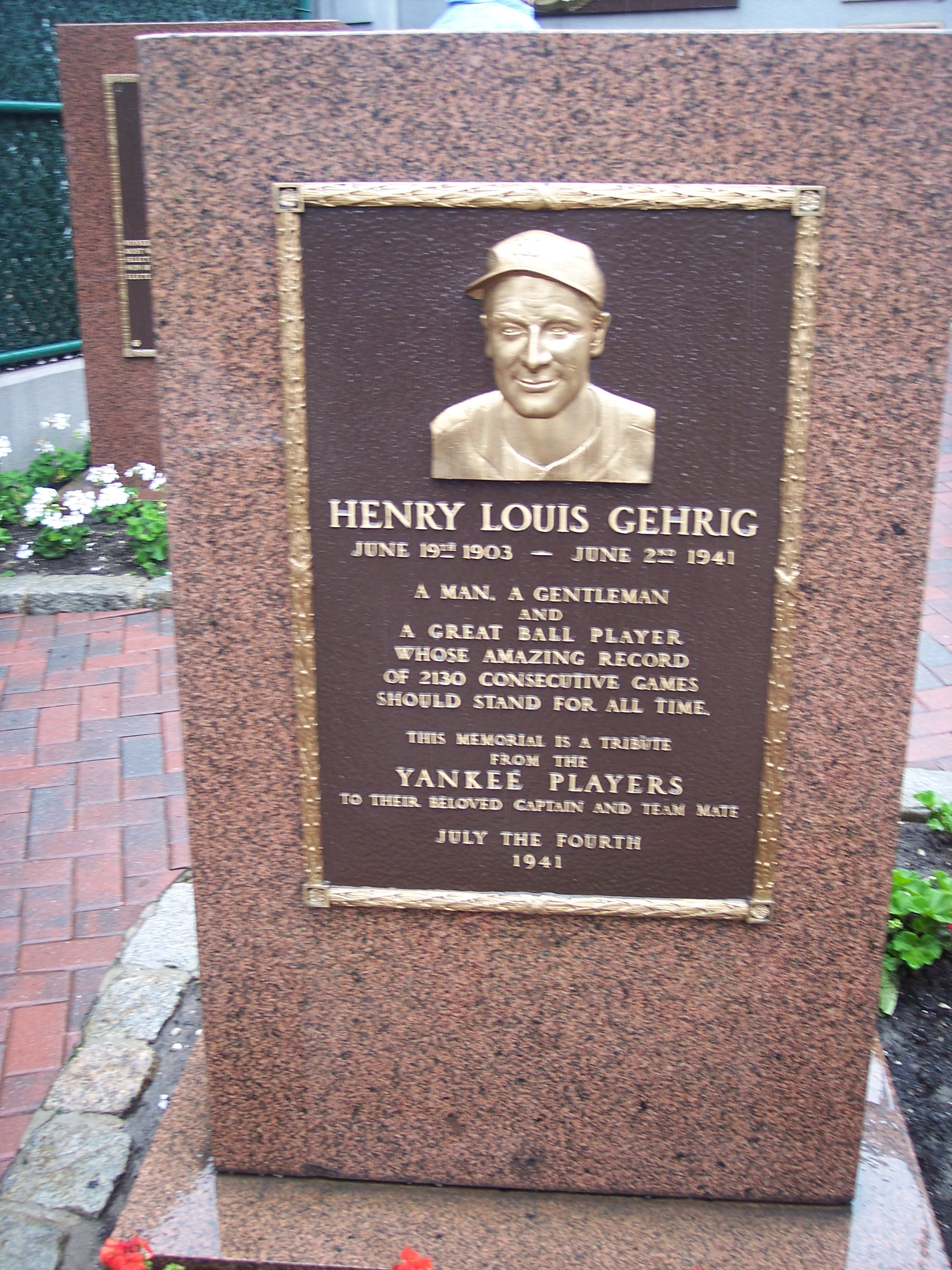
ルー・ゲーリッグ記念碑
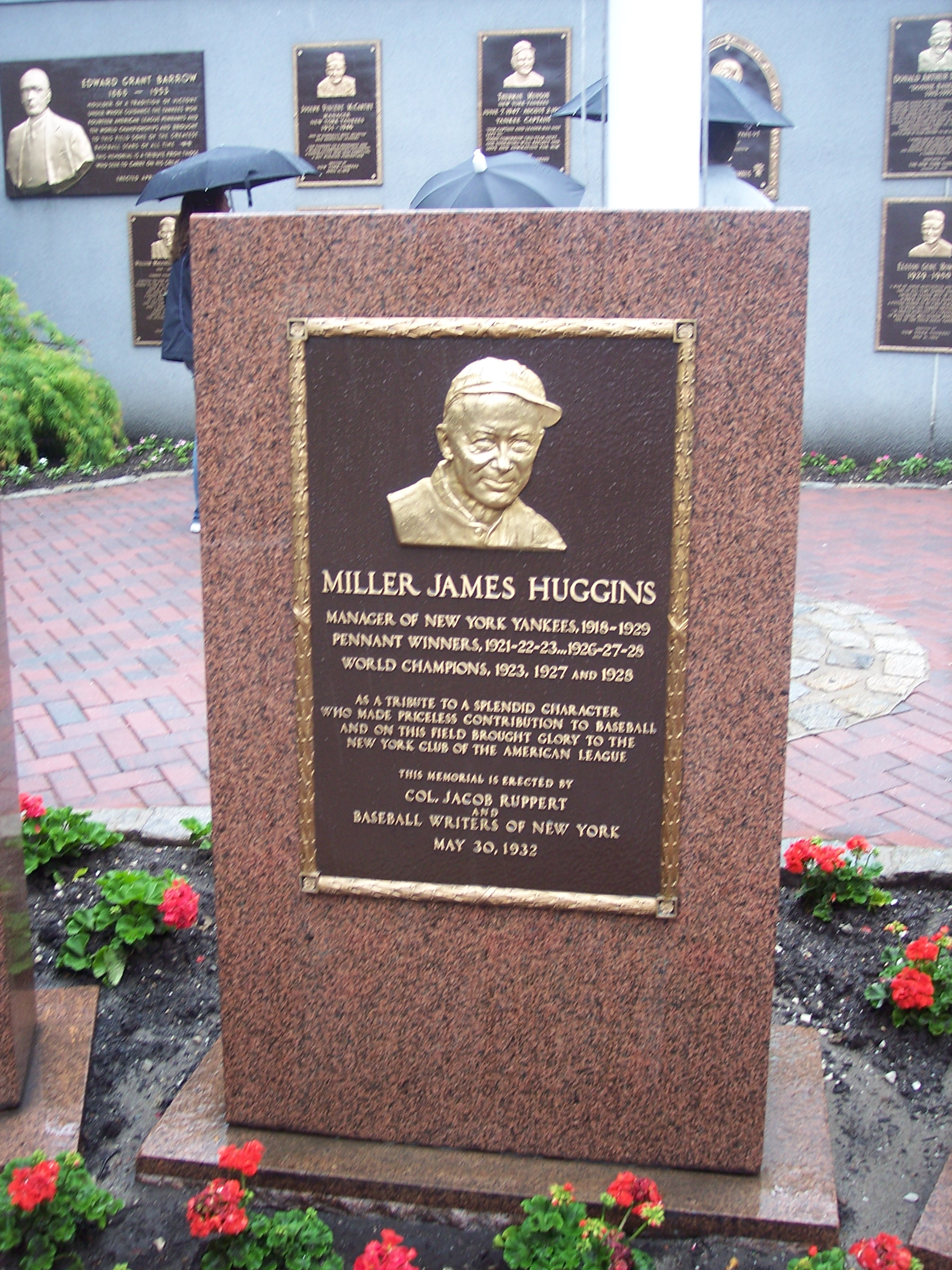
ミラー・ハギンス記念碑
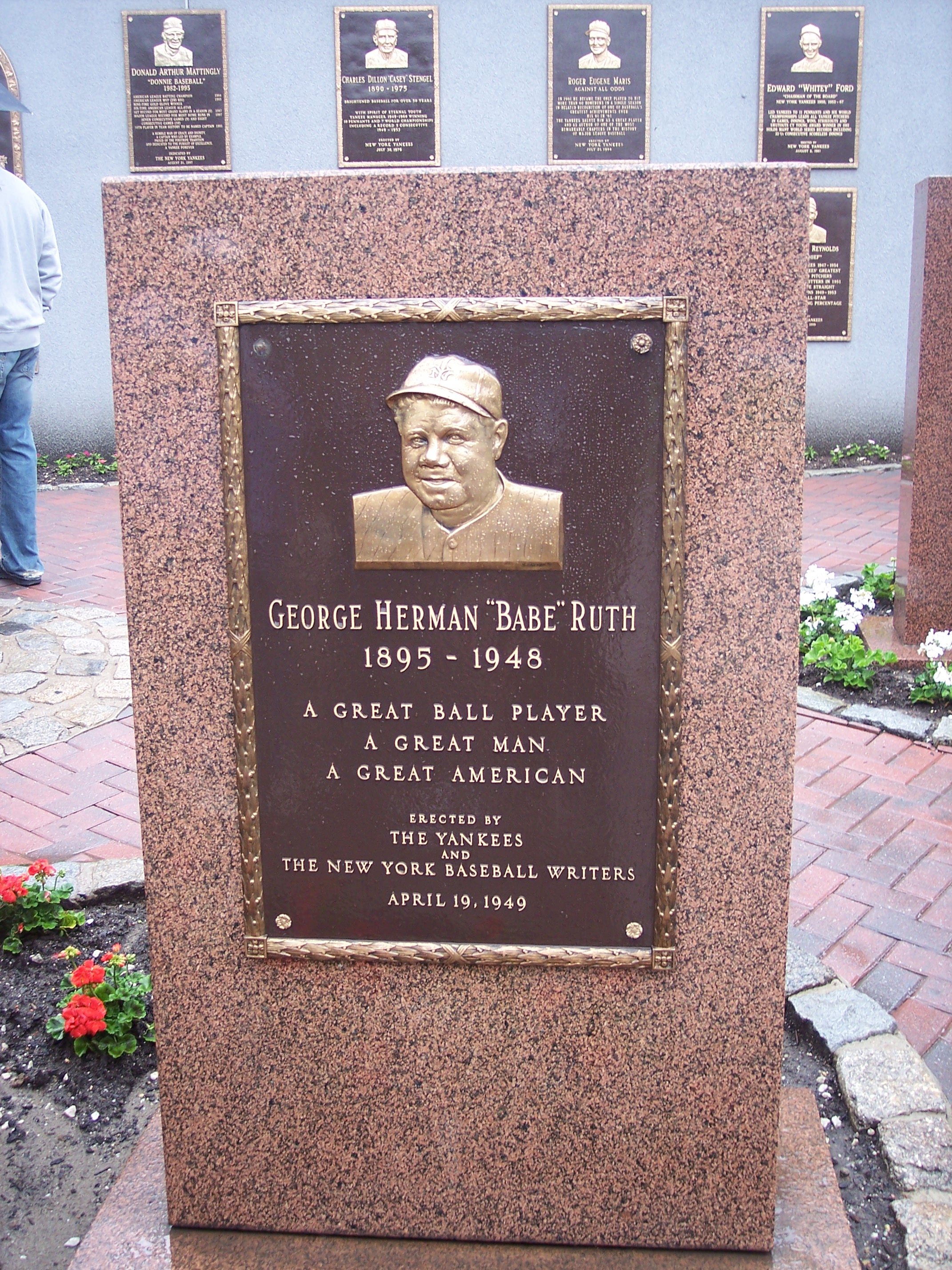
ベーブ・ルース記念碑
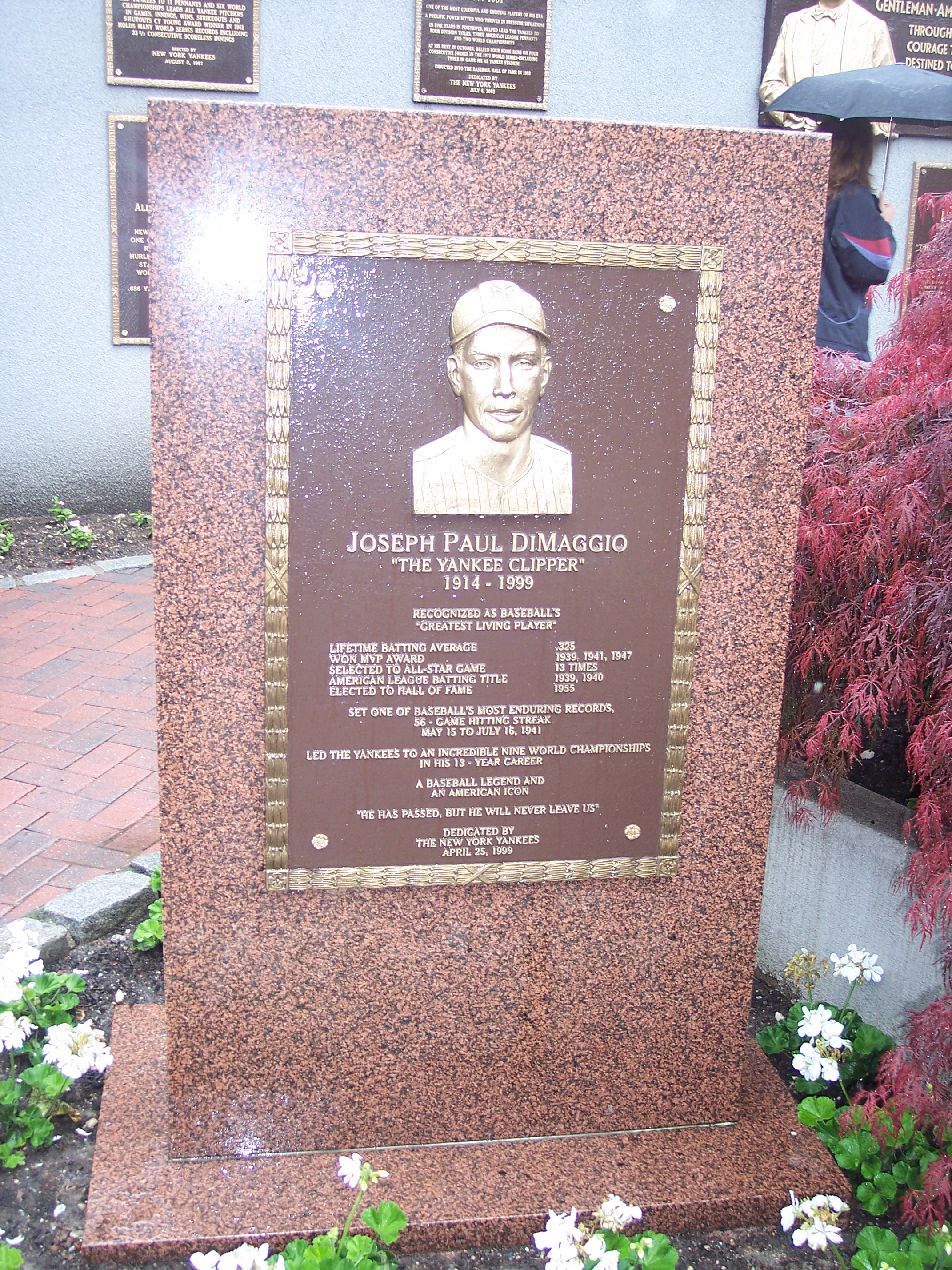
ジョー・ディマジオ記念碑
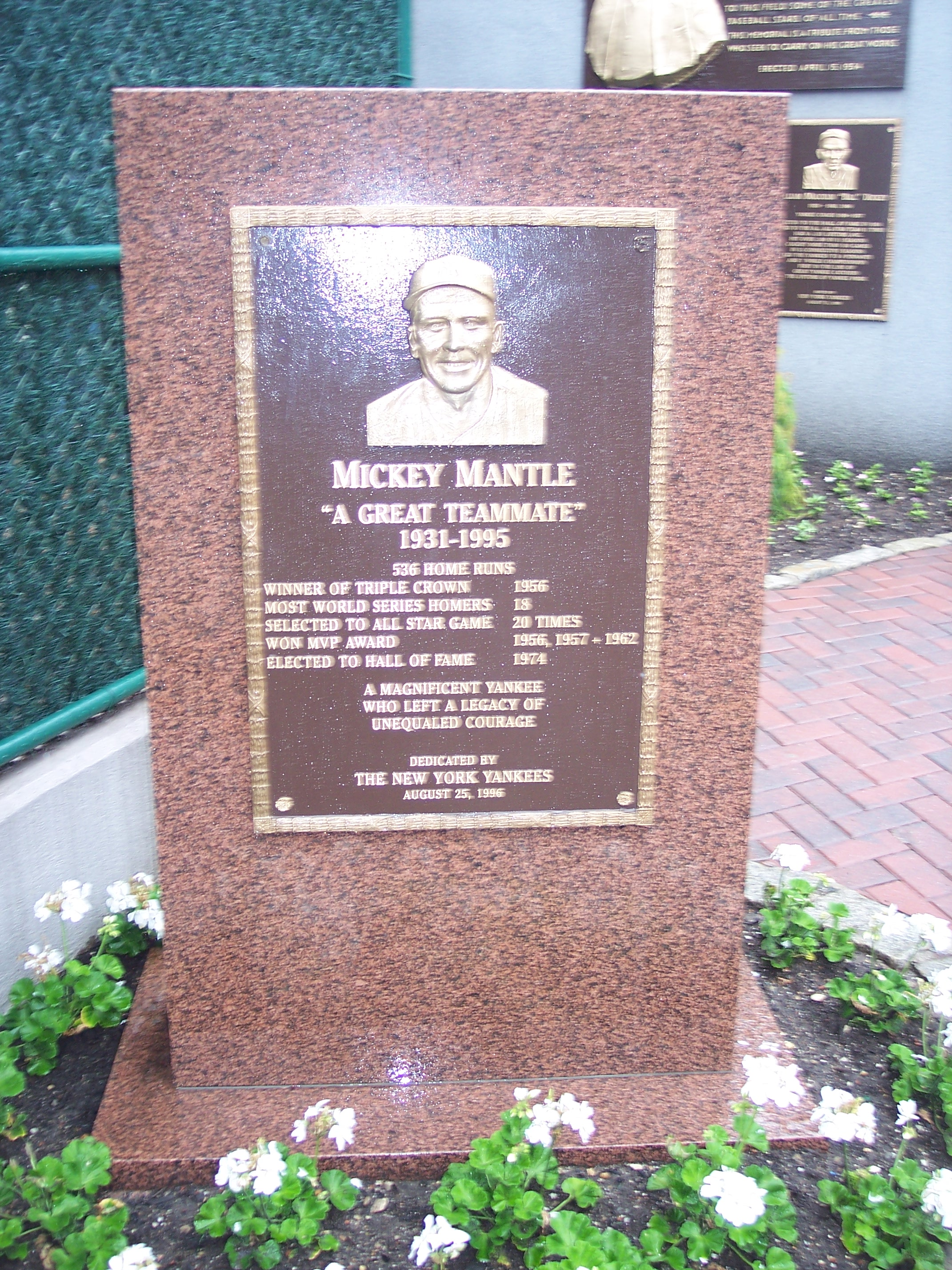
ミッキー・マントル記念碑
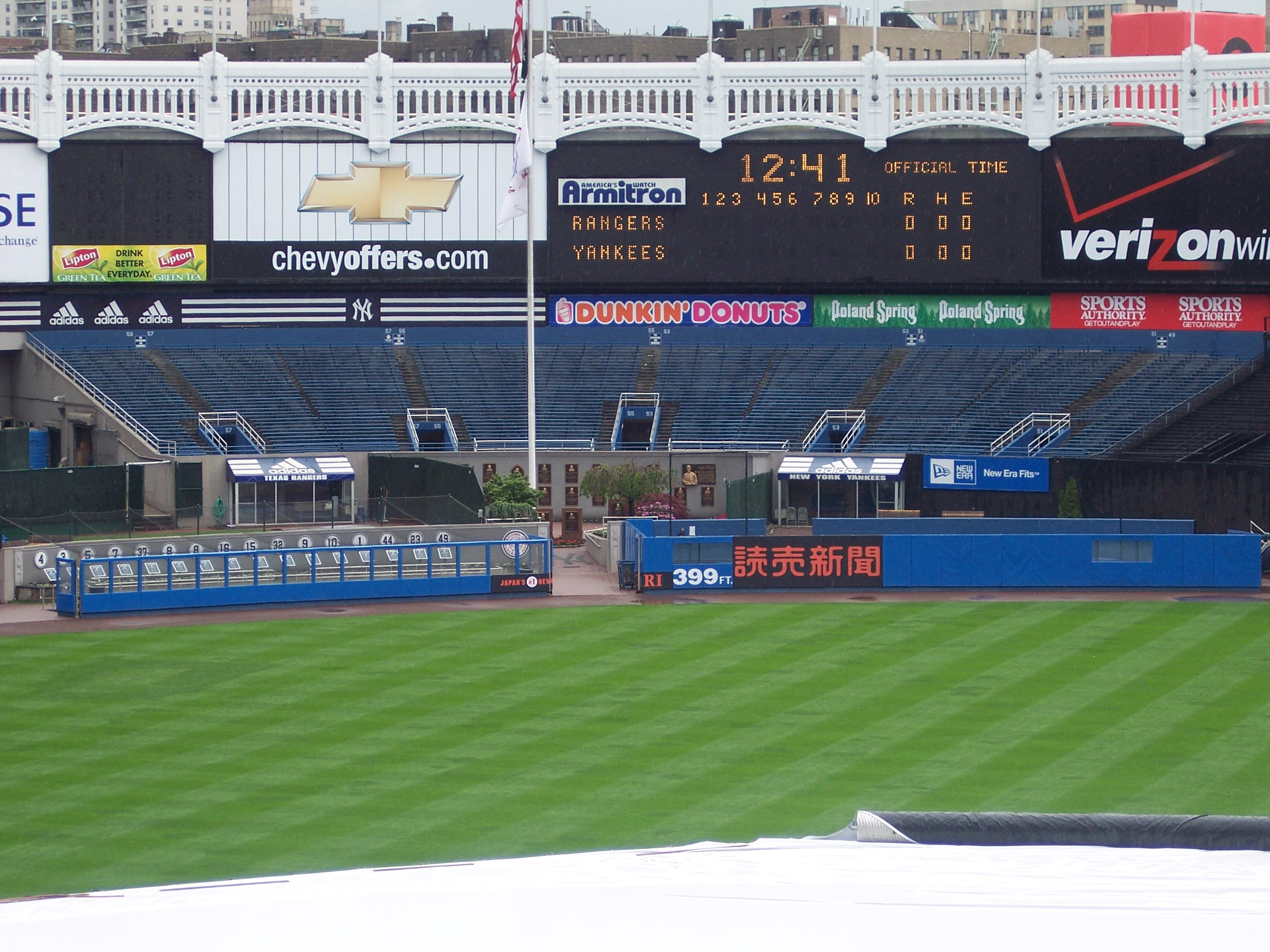
モニュメント・パークは左中間に位置する

## 設備、アトラクション、演出

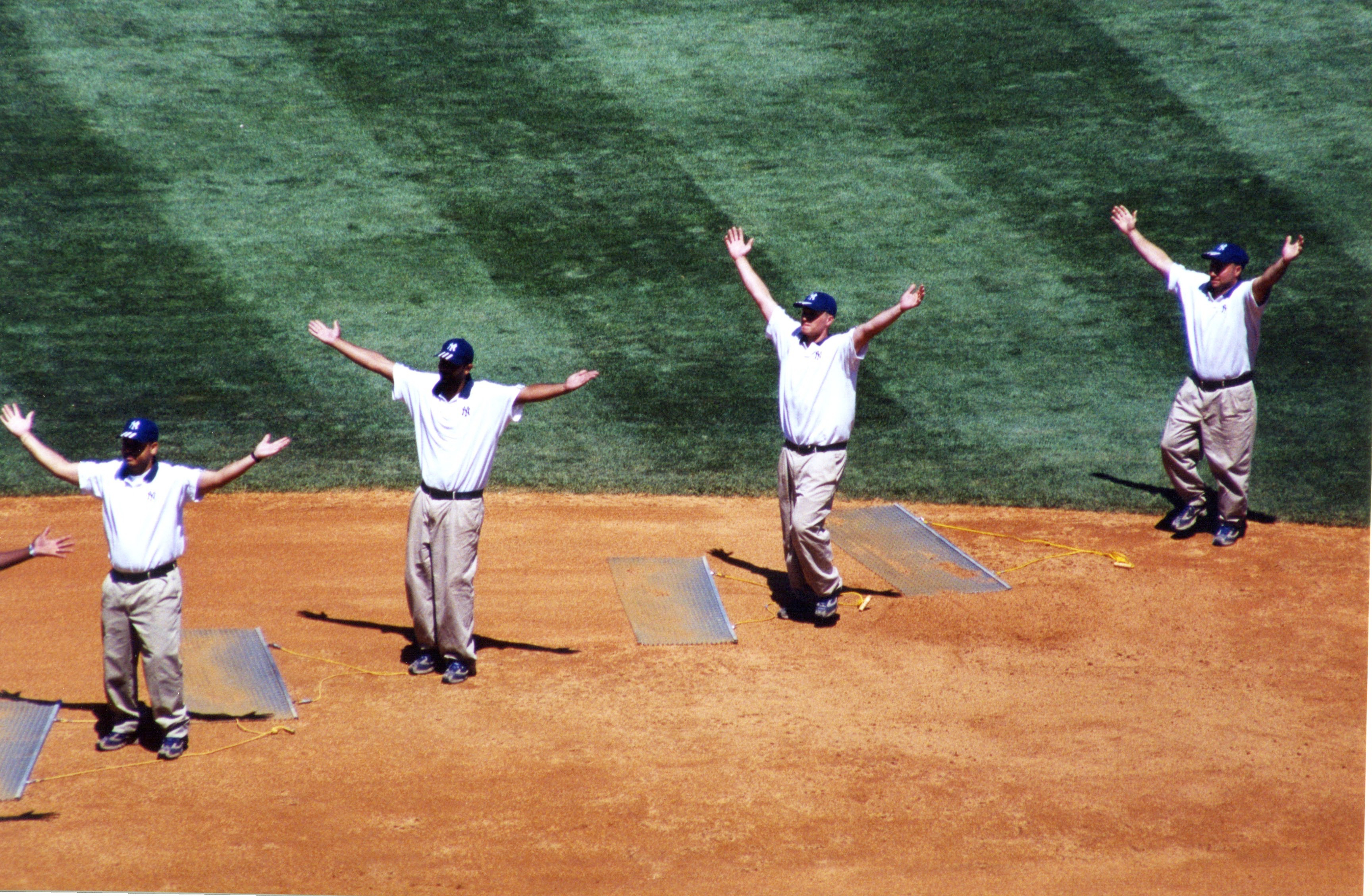
YMCAに合わせて踊るグラウンドキーパー

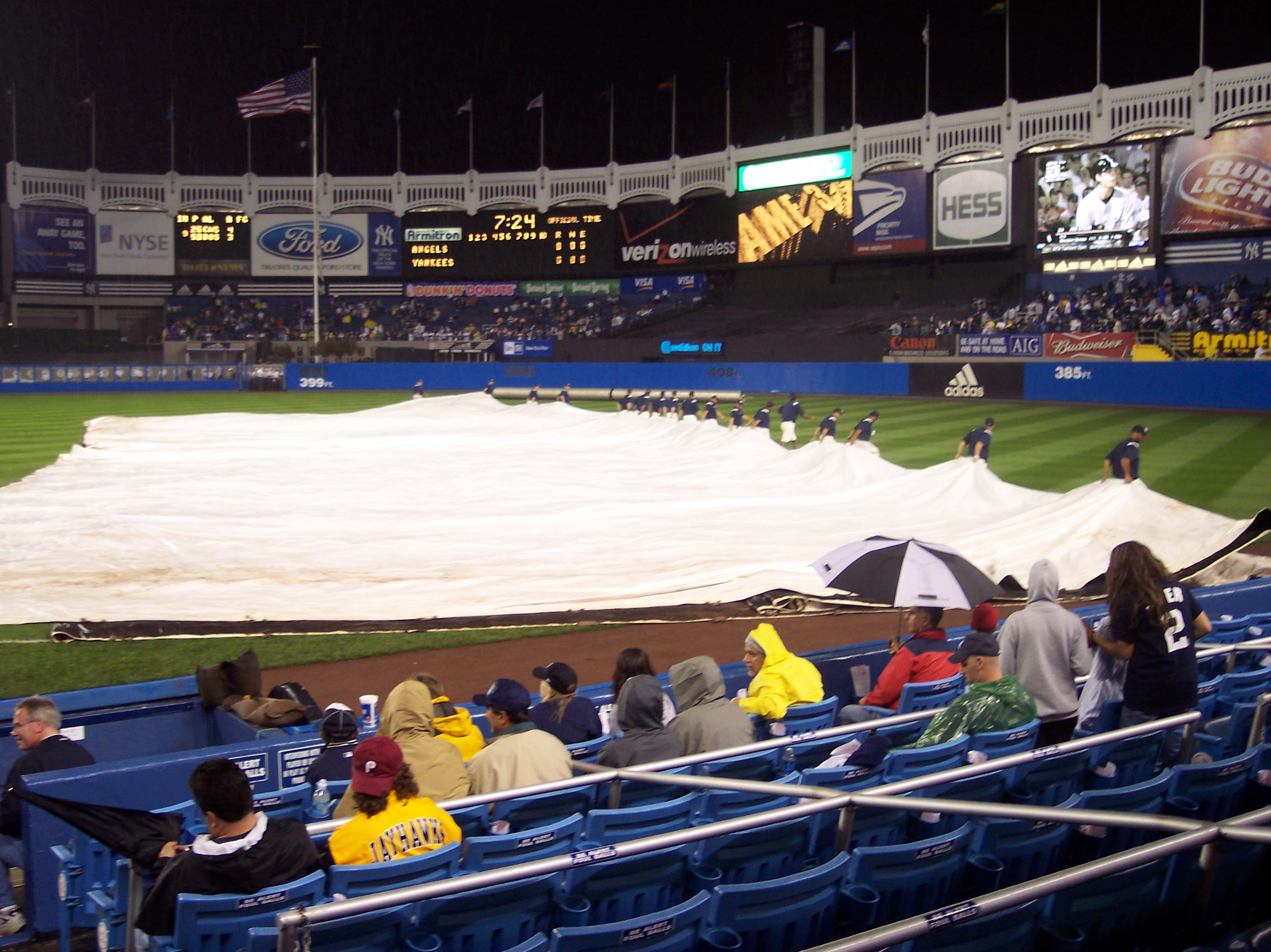
雨が降るとフィールドには「タープ」（Tarp）と呼ばれるシートがかけられる

- ショー：5回終了時にはグラウンドキーパーが登場し、ヴィレッジ・ピープルの『Y.M.C.A.』に合わせて踊る。
- 7回表終了時には「God Bless America」と「Take me out to the ball game」が流される。
- 試合終了後：『ニューヨーク・ニューヨーク』が場内に流される。ヤンキースが勝ったときはフランク・シナトラが歌ったものが、負けたときはライザ・ミネリが歌ったものが流れる。
- 2008年シーズン：現スタジアムでの最終シーズンのため、試合終了後にはヤンキースの勝敗に関わらずシナトラが歌った『ニューヨーク・ニューヨーク』が場内に流される。

## 主な出来事
- 1923年4月18日、レッドソックス戦で開場（ヤンキース 4-1 レッドソックス）。
- 1927年9月30日、ベーブ・ルースがセネターズ戦で、大リーグ史上初のシーズン60本塁打を達成した。
- 1927年10月8日、ヤンキースが4連勝でワールドシリーズ優勝。初めてヤンキースタジアムでの優勝決定。
- 1929年4月18日、ヤンキースが大リーグ史上初めて背番号の入ったユニフォームを着用。
- 1939年7月 4日、ルー・ゲーリッグの引退式が行われ、多くの方々への感謝の言葉を述べて「私はこの世で最も幸せな男です」と語った。
- 1939年7月11日、オールスターゲーム開催（ア 3-1 ナ）。
- 1956年10月8日、ドジャースとのワールドシリーズ第5戦でドン・ラーセンがシリーズ史上唯一の完全試合を達成している。
- 1960年7月13日、オールスターゲーム（第2戦）開催（ナ 6-0 ア）。
- 1961年10月1日、ロジャー・マリスがシーズン61本塁打の新記録をうち立てた。しかしベーブ・ルースがそれまでの記録だった60本塁打を達成した1927年が154試合制だったのに対し、マリスが61本目の本塁打を打ったのが161試合目だったことからマリスの記録には参考記録であることを示す＊マークがつけられた。
- 1967年5月14日、ミッキー・マントルがオリオールズ戦で通算500本塁打を達成した。
- 1977年7月19日、オールスターゲーム開催（ナ 7-5 ア）。
- 1977年10月18日、ドジャースとのワールドシリーズ第6戦でレジー・ジャクソンが3打席連続初球本塁打を放ち、ヤンキースを世界一に導いた。
- 1983年7月24日、ヤンキース-ロイヤルズ戦でパインタール事件。
ヤンキースが4-3でリードした9回表、ロイヤルズのジョージ・ブレットが逆転2ラン。しかしヤンキースのビリー・マーチン監督が「バットに松ヤニを塗ってもいいのはルールでは端から18インチではないか。ブレットのバットは松ヤニが付きすぎていてルール違反だ」と抗議。これが主審に認められ本塁打は取り消し、試合はヤンキースが制した。
しかしロイヤルズがアメリカン・リーグに提訴すると、リーグ会長は「ブレットの本塁打は有効」と声明を発表。8月18日にブレットが本塁打を放った直後の場面から試合が再開され、ロイヤルズが勝利を収めた。
- 1987年9月29日、ドン・マッティングリーがレッドソックス戦で、大リーグ新記録となるシーズン6本目の満塁本塁打を放つ。
- 1998年5月17日、デビッド・ウェルズがツインズ戦で完全試合を達成した（ヤンキース 4-0 ツインズ）。大リーグ史上15人目。
- 1999年7月18日、デビッド・コーンがエクスポズ戦で完全試合を達成した（ヤンキース 6-0 エクスポズ）。大リーグ史上16人目。
- 2003年6月13日、ロジャー・クレメンスがカージナルス戦で通算300勝と通算4000奪三振を達成した。
- 2008年9月21日、この日の対ボルチモア・オリオールズ戦が2008年レギュラーシーズンのホームゲーム最終戦となった為、ヤンキー・スタジアムフェアウェルセレモニーが試合開始前及び試合終了後に執り行われた。

## ワールドシリーズ開催
1923年、1926年、1927年、1928年、1932年、1936年、1937年、1938年、1939年、1941年、1942年、1943年、1947年、1949年、1950年、1951年、1952年、1953年、1955年、1956年、1957年、1958年、1960年、1961年、1962年、1963年、1964年、1976年、1977年、1978年、1981年、1996年、1998年、1999年、2000年、2001年、2003年

## gallery

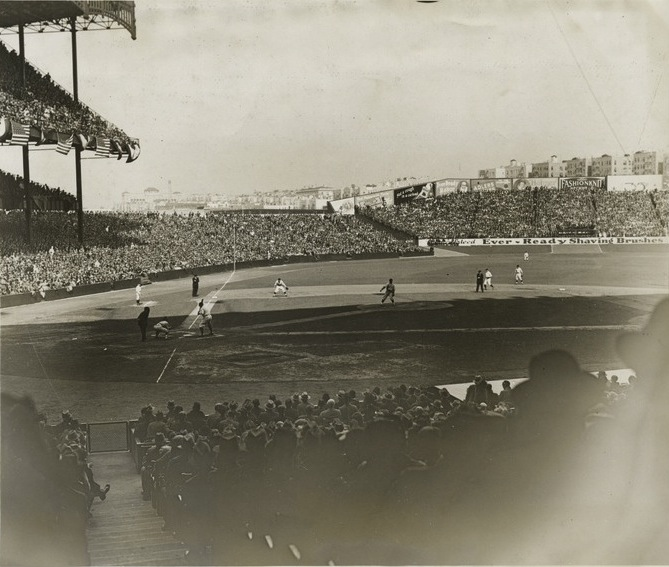
1927年のヤンキー・スタジアム。まだ左翼側のスタンドは無かった。
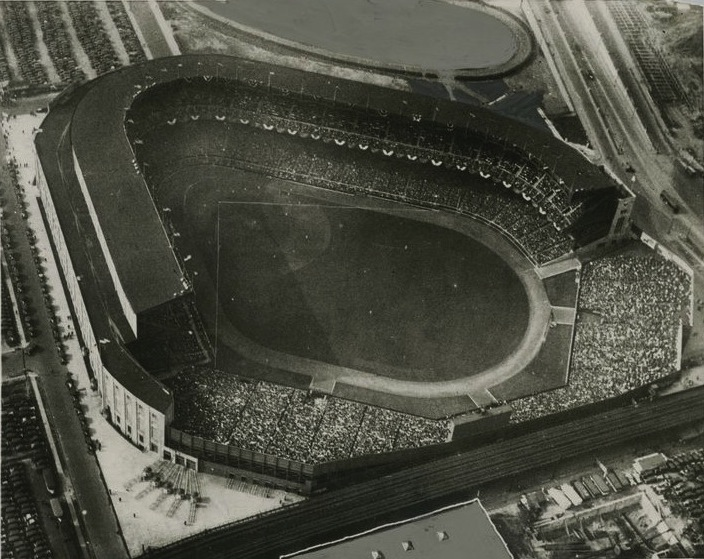
初期のヤンキー・スタジアム。まだ照明塔は無かった。
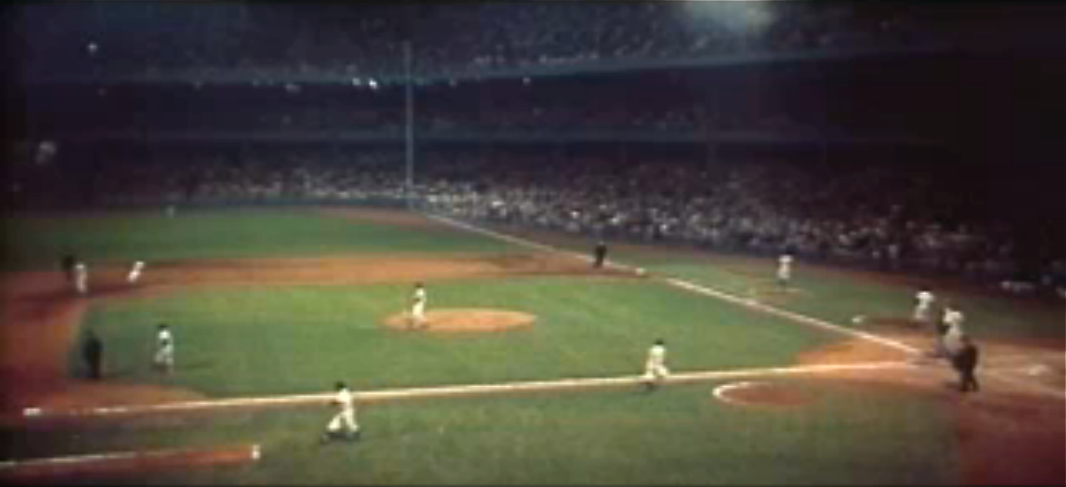
1956年頃のナイター。
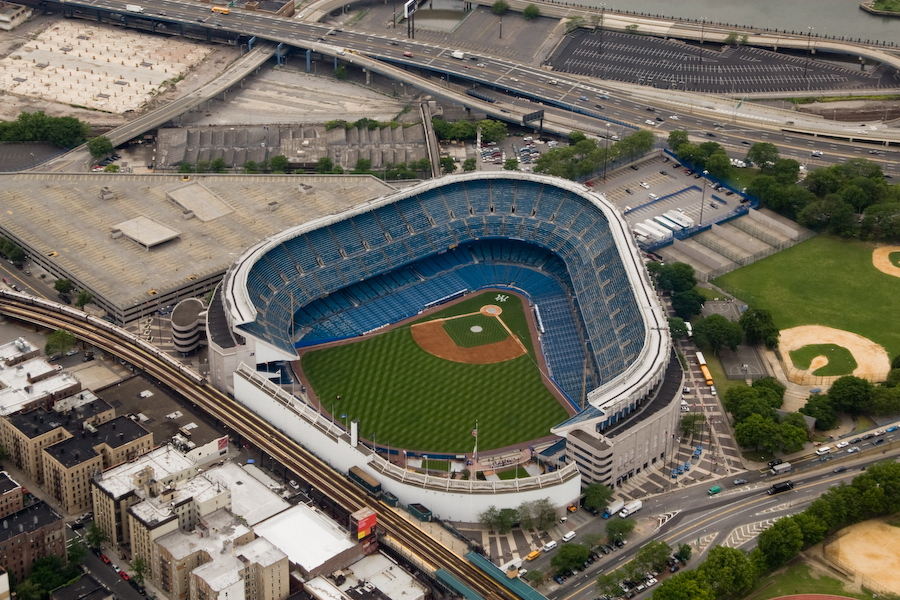
空から見たヤンキー・スタジアム。
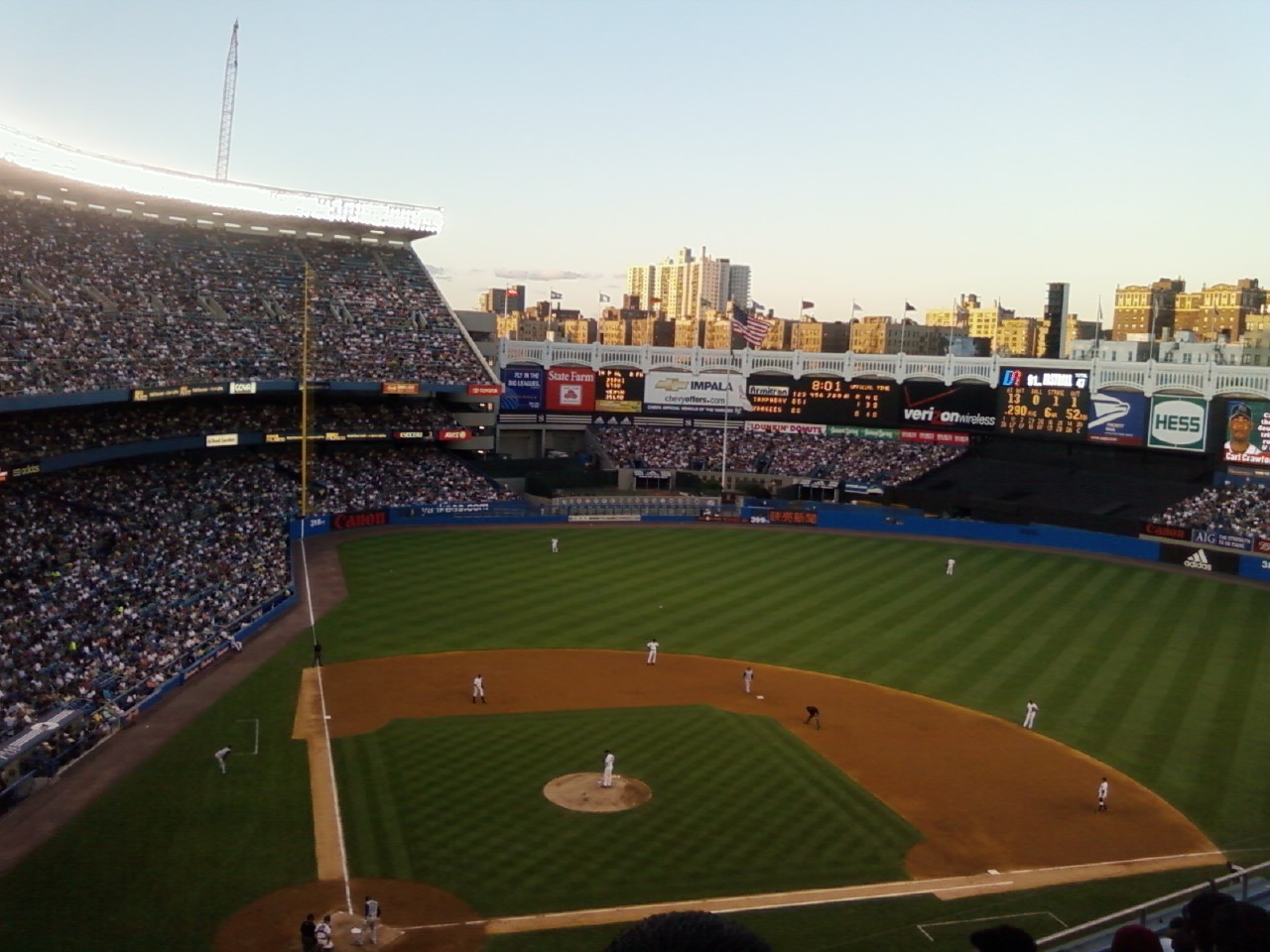
夕陽に映えるスタジアム。